# Burk (Bayern)
Burk är en kommun och ort i Landkreis Ansbach i Regierungsbezirk Mittelfranken i förbundslandet Bayern i Tyskland.  Folkmängden uppgår till cirka 1 100 invånare, på en yta av 14 kvadratkilometer.
Kommunen ingår i kommunalförbundet Dentlein am Forst  tillsammans med köpingen Dentlein am Forst och kommunen Wieseth.